# Volksstimme
Le Volksstimme est un journal quotidien régional allemand diffusé au nord et au centre de la Saxe-Anhalt. Le Mitteldeutsche Zeitung est publiée dans le sud de la Saxe-Anhalt.

## Histoire
Le quotidien Volksstimme, fondé en 1890 et alors d'orientation social-démocrate, tire à 34 000 exemplaires avant la Première Guerre mondiale et est interdit par les nazis en 1933. Publié en tant qu'organe du SED de Magdebourg à partir d'août 1947, il est l'organe de la direction du SED du district de Magdebourg depuis 1952. Après que la rédaction rompt avec son éditeur le 15 janvier 1990, ils créent leur maison d'édition. Il n'y a pas eu de transfert de propriété au personnel. Le SPD, en tant qu'ancien propriétaire, renonce à sa prétention à la propriété et prend plutôt une participation dans le Sächsische Zeitung de Dresde.
En 1991, la Treuhandanstalt reçoit 13 offres pour la privatisation et la reprise de Volksstimme, qui réside dans l'ancien bâtiment de presse de Fritz Faber à Magdebourg, où le Magdeburgische Zeitung, fondé au XVIIe siècle et le plus ancien journal publié en continu en Allemagne, fut produit jusqu'en 1944. Depuis lors, le Volksstimme est publié par Magdeburger Verlags- und Druckhaus GmbH, une filiale à 100% du Bauer Verlagsgruppe Hamburg, maintenant connu sous le nom de Bauer Media Group, connu pour son programme et ses publications dans le journalisme jaune. L'imprimerie est située à quelques kilomètres au nord de Magdebourg, à Barleben, depuis le milieu des années 1990 et la rédaction principale depuis 1998. L'achat de Mitteldeutsche Zeitung en janvier 2020 s'accompagne d'un changement de nom de l'éditeur en Mitteldeutsche Verlags- und Druckhaus GmbH.

## Éditions locales
- Salzwedeler Volksstimme
- Klötzer Volksstimme
- Gardelegener Volksstimme
- Havelberger Volksstimme
- Osterburger Volksstimme
- Stendaler Volksstimme
- Burger Volksstimme
- Genthiner Volksstimme
- Magdeburger Volksstimme
- Haldensleber Volksstimme
- Wolmirstedter Volksstimme
- Oschersleber Volksstimme
- Wanzleber Volksstimme
- Staßfurter Volksstimme
- Schönebecker Volksstimme
- Zerbster Volksstimme
- Halberstädter Volksstimme
- Harzer Volksstimme, Wernigerode